# Rally de Croacia de 2024
El Rally de Croacia de 2024, oficialmente 48.º Croatia Rally, fue la cuadragésimo octava edición y la cuarta ronda de la temporada 2024 del Campeonato Mundial de Rally. Se celebró del 18 al 21 de abril y contó con un itinerario de veinte tramos sobre asfalto que sumaron un total de 301,26 km cronometrados. Fue también la cuarta ronda de los campeonatos WRC-2 y WRC-3, mientras que fue la segunda del JWRC.
El ganador de la prueba fue el francés Sébastien Ogier quien consiguió su primera victoria de la temporada y la segunda en esta prueba. Después de tres días de intensa competición en las carreteras asfaltadas de los alrededores de Zagreb, la victoria parecía abocada a un duelo entre Thierry Neuville y Elfyn Evans. Pero justo cuando los dos pilotos entraban en la penúltima etapa del rally con una escasa ventaja de 2,6 segundos, se desató el infierno y fue Ogier quien tomó ventaja. Neuville, que iba en cabeza hasta ese momento, se acercó demasiado rápido a una curva de izquierdas. Se salió de la carretera y chocó contra un árbol. El impacto no sólo destruyó el alerón trasero de su Hyundai i20 N Rally1, sino que le costó casi 25 segundos. Mientras que Evans juzgó mal una curva cerrada a la derecha en la misma etapa e hizo un trompo, perdiendo 20 segundos en la maniobra para colocar de nuevo su coche a la carretera. Esto permitió a Ogier, que había ocupado la tercera posición desde el inicio del rally el viernes, tomar repentinamente una ventaja de 9,1 segundos, a falta de sólo dos etapas. A diferencia de sus rivales, Ogier no cometió errores y consiguió mantener a raya a su compañero de equipo, Evans, ganando su segundo Rally de Croacia por 9,7 segundos y celebrando su 100.º podio en el WRC en el proceso.
Nikolay Gryazin se hizo con la victoria en el WRC-2 en el Rally de Croacia, manteniendo el récord perfecto de Citroën en Zagreb. Con 39,5 segundos de ventaja sobre su compañero de equipo, Yohan Rossel a la llegada del domingo, el piloto búlgaro aplicó un planteamiento sin riesgos a los cuatro últimos tramos sobre asfalto del fin de semana, llegando al control de tiempo final con 38,5 segundos de ventaja sobre el resto. Rossel también pudo permitirse un planteamiento similar, ya que le separaban más de dos minutos del tercer clasificado, Pepe López, que se enzarzó en una lucha a brazo partido con Nicolas Ciamin por el último cajón del podio. Con un Hyundai i20 N Rally2, Ciamin inició el tramo final a sólo 10,8 segundos del Škoda Fabia RS Rally2 de López, pero un ligero trompo a 1,2 km del inicio de la jornada le costó al francés cinco segundos y acabó con sus aspiraciones de podio.
En el WRC-3, el ganador fue el joven estonio Romet Jürgenson quien consiguió su primera victoria en la categoría. Jürgenson se colocó en el liderato el viernes por la mañana, cuando Ali Türkkan, el líder inicial, volcó con su Ford Fiesta Rally3. Desde entonces controló el rally, acumulando un impresionante botín de siete victorias de etapa de camino la victoria. Mattéo Chatillon subió el ritmo en los kilómetros finales y ascendió de la cuarta a la segunda posición en su debut en el WRC-3. Pilotando un Renault Clio Rally3, Chatillon superó a Filip Kohn por 20,8 segundos.
Además de la victoria en el WRC-3, Romet Jürgenson se hizo también con la victoria en el JWRC. Jürgenson y su copiloto Siim Oja encabezaron la clasificación del JWRC con una ventaja de 2 minutos y 35 segundos después de tres días agotadores, celebrando su primera victoria en el campeonato. El australiano Taylor Gill, otro producto del programa FIA Rally Star, fue el rival más cercano de Jürgenson. Tras el abandono de Tom Rensonnet el sábado, pasó a ocupar el segundo puesto. Tras Gill subió al podio Norbert Maior, que pasó al JWRC esta temporada como parte de su premio por ganar el título Junior ERC del año pasado.

## Lista de inscritos
| Num.                                                         | Piloto                   | Copiloto                 | Equipo                           | Automóvil                | Neu.                     |
| World Rally Championship                                     | World Rally Championship | World Rally Championship | World Rally Championship         | World Rally Championship | World Rally Championship |
| ------------------------------------------------------------ | ------------------------ | ------------------------ | -------------------------------- | ------------------------ | ------------------------ |
| 8                                                            | Ott Tänak                | Martin Järveoja          | Hyundai Shell Mobis WRT          | Hyundai i20 N Rally1     | P                        |
| 9                                                            | Andreas Mikkelsen        | Torstein Eriksen         | Hyundai Shell Mobis WRT          | Hyundai i20 N Rally1     | P                        |
| 11                                                           | Thierry Neuville         | Martijn Wydaeghe         | Hyundai Shell Mobis WRT          | Hyundai i20 N Rally1     | P                        |
| 13                                                           | Grégoire Munster         | Louis Louka              | M-Sport Ford WRT                 | Ford Puma Rally1         | P                        |
| 16                                                           | Adrien Fourmaux          | Alexandre Coria          | M-Sport Ford WRT                 | Ford Puma Rally1         | P                        |
| 17                                                           | Sébastien Ogier          | Vincent Landais          | Toyota Gazoo Racing WRT          | Toyota GR Yaris Rally1   | P                        |
| 18                                                           | Takamoto Katsuta         | Aaron Johnston           | Toyota Gazoo Racing WRT          | Toyota GR Yaris Rally1   | P                        |
| 33                                                           | Elfyn Evans              | Scott Martin             | Toyota Gazoo Racing WRT          | Toyota GR Yaris Rally1   | P                        |
| World Rally Championship 2                                   |                          |                          |                                  |                          |                          |
| 20                                                           | Yohan Rossel             | Arnaud Dunand            | DG Sport Compétition             | Citroën C3 Rally2        | P                        |
| 21                                                           | Pepe López               | David Vázquez Liste      | Pepe López                       | Škoda Fabia RS Rally2    | P                        |
| 23                                                           | Nikolay Gryazin          | Konstantin Aleksandrov   | DG Sport Compétition             | Citroën C3 Rally2        | P                        |
| 25                                                           | Nicolas Ciamin           | Yannick Roche            | Nicolas Ciamin                   | Hyundai i20 N Rally2     | P                        |
| 26                                                           | Lauri Joona              | Janni Hussi              | Lauri Joona                      | Škoda Fabia RS Rally2    | P                        |
| 27                                                           | Emil Lindholm            | Reeta Hämäläinen         | Emil Lindholm                    | Hyundai i20 N Rally2     | P                        |
| 28                                                           | Mauro Miele              | Luca Beltrame            | Mauro Miele                      | Škoda Fabia RS Rally2    | P                        |
| 29                                                           | Eamonn Boland            | Michael Joseph Morrissey | Eamonn Boland                    | Ford Fiesta Rally2       | P                        |
| 30                                                           | Yuki Yamamoto            | Marko Salminen           | Toyota Gazoo Racing WRT NG       | Toyota GR Yaris Rally2   | P                        |
| 31                                                           | Gus Greensmith           | Jonas Andersson          | Toksport WRT                     | Škoda Fabia RS Rally2    | P                        |
| 32                                                           | William Creighton        | Liam Regan               | Motorsport Ireland Rally Academy | Ford Fiesta Rally2       | P                        |
| 34                                                           | Eyvind Brynildsen        | Jørn Listerud            | Toksport WRT                     | Škoda Fabia RS Rally2    | P                        |
| 35                                                           | Roberto Daprà            | Luca Guglielmetti        | Roberto Daprà                    | Škoda Fabia Rally2 evo   | P                        |
| 36                                                           | Hikaru Kogure            | Topi Matias Luhtinen     | Toyota Gazoo Racing WRT NG       | Toyota GR Yaris Rally2   | P                        |
| 37                                                           | Armin Kremer             | Ella Kremer              | Armin Kremer                     | Škoda Fabia RS Rally2    | P                        |
| 38                                                           | Ricardo Triviño          | Diego Fuentes Vega       | Ricardo Triviño                  | Škoda Fabia RS Rally2    | P                        |
| 39                                                           | Maurizio Chiarani        | Flavio Zanella           | Maurizio Chiarani                | Škoda Fabia Rally2 evo   | P                        |
| 40                                                           | Filippo Marchino         | Pietro Elia Ometto       | Filippo Marchino                 | Škoda Fabia Rally2 evo   | P                        |
| 41                                                           | Enrico Brazzoli          | Martina Musiari          | Enrico Brazzoli                  | Škoda Fabia Rally2 evo   | P                        |
| 43                                                           | Henk Vossen              | Wim Stupers              | Henk Vossen                      | Hyundai i20 N Rally2     | P                        |
| World Rally Championship 3 - Junior World Rally Championship |                          |                          |                                  |                          |                          |
| 44                                                           | Mattéo Chatillon         | Maxence Cornuau          | Mattéo Chatillon                 | Renault Clio Rally3      | P                        |
| 45                                                           | Filip Kohn               | Tom Woodburn             | Filip Kohn                       | Ford Fiesta Rally3       | P                        |
| 46                                                           | Viliam Prodan            | Marko Stiperski          | Viliam Prodan                    | Ford Fiesta Rally3       | P                        |
| 47                                                           | Jan Pokos                | Viljem Ošlaj             | Jan Pokos                        | Ford Fiesta Rally3       | P                        |
| 48                                                           | Tristan Charpentier      | Florian Barral           | Tristan Charpentier              | Ford Fiesta Rally3       | P                        |
| 49                                                           | Slaven Šekuljica         | Damir Petrović           | Slaven Šekuljica                 | Ford Fiesta Rally3       | P                        |
| 50                                                           | Romet Jürgenson          | Siim Oja                 | FIA Rally Star                   | Ford Fiesta Rally3       | P                        |
| 51                                                           | Eamonn Kelly             | Conor Mohan              | Motorsport Ireland Rally Academy | Ford Fiesta Rally3       | P                        |
| 52                                                           | Raúl Hernández           | José Murado González     | Raúl Hernández                   | Ford Fiesta Rally3       | P                        |
| 53                                                           | Tom Rensonnet            | Manon Deliot             | RACB National Team               | Ford Fiesta Rally3       | P                        |
| 54                                                           | Diego Dominguez Jr       | Rogelio Peñate           | Diego Dominguez Jr               | Ford Fiesta Rally3       | P                        |
| 55                                                           | Petr Borodin             | Roman Cheprasov          | ASP Racing                       | Ford Fiesta Rally3       | P                        |
| 56                                                           | Taylor Gill              | Daniel Brkic             | FIA Rally Star                   | Ford Fiesta Rally3       | P                        |
| 57                                                           | Norbert Maior            | Francesca Maria Maior    | Norbert Maior                    | Ford Fiesta Rally3       | P                        |
| 58                                                           | Max Smart                | Cameron Fair             | FIA Rally Star                   | Ford Fiesta Rally3       | P                        |
| 59                                                           | Jakub Matulka            | Daniel Dymurski          | Jakub Matulka                    | Ford Fiesta Rally3       | P                        |
| 60                                                           | Abdullah Al-Rawahi       | Ata Al-Hmoud             | Abdullah Al-Rawahi               | Ford Fiesta Rally3       | P                        |
| 61                                                           | Andre Martinez           | Guillermo Sierra Ovalle  | Andre Martínez                   | Ford Fiesta Rally3       | P                        |
| 62                                                           | Roberto Blach Núñez      | Mauro Barreiro           | Roberto Blach Núñez              | Ford Fiesta Rally3       | P                        |
| 63                                                           | Nataniel Bruun           | Pablo Olmos              | Nataniel Bruun                   | Ford Fiesta Rally3       | P                        |
| 64                                                           | Fabio Schwarz            | Bernhard Ettel           | Armin Schwarz Driving Experience | Ford Fiesta Rally3       | P                        |
| 65                                                           | José Abito Caparo        | Esther Gutiérrez Porras  | FIA Rally Star                   | Ford Fiesta Rally3       | P                        |
| 66                                                           | Bruno Bulacia            | Gabriel Morales          | Bruno Bulacia                    | Ford Fiesta Rally3       | P                        |
| 67                                                           | Ali Türkkan              | Burak Erdener            | Castrol Ford Team Türkiye        | Ford Fiesta Rally3       | P                        |
| Fuente: ewrc-results.com                                     |                          |                          |                                  |                          |                          |

## Itinerario
| Día                      | Tramo | Nombre                                   | Distancia | Ganador          | Automóvil              | Tiempo  | Líder de la general          |
| ------------------------ | ----- | ---------------------------------------- | --------- | ---------------- | ---------------------- | ------- | ---------------------------- |
| Día 1 (18 de abril)      | -     | Okić (Shakedown)                         | 3.65 km   | Sébastien Ogier  | Toyota GR Yaris Rally1 | 1:55.7  | -                            |
| Día 2 (19 de abril)      | SS1   | Krašić - Sošice 1                        | 23.63 km  | Thierry Neuville | Hyundai i20 N Rally1   | 12:42.3 | Thierry Neuville             |
| Día 2 (19 de abril)      | SS2   | Jaškovo - Mali Modruš Potok 1            | 9.48 km   | Elfyn Evans      | Toyota GR Yaris Rally1 | 5:05.0  | Thierry Neuville             |
| Día 2 (19 de abril)      | SS3   | Ravna Gora - Skrad 1                     | 10.13 km  | Thierry Neuville | Hyundai i20 N Rally1   | 5:49.6  | Thierry Neuville             |
| Día 2 (19 de abril)      | SS4   | Platak 1                                 | 16.63 km  | Thierry Neuville | Hyundai i20 N Rally1   | 8:47.5  | Thierry Neuville             |
| Día 2 (19 de abril)      | SS5   | Platak 2                                 | 16.63 km  | Thierry Neuville | Hyundai i20 N Rally1   | 8:47.4  | Thierry Neuville             |
| Día 2 (19 de abril)      | SS6   | Ravna Gora - Skrad 2                     | 10.13 km  | Elfyn Evans      | Toyota GR Yaris Rally1 | 5:50.3  | Thierry Neuville             |
| Día 2 (19 de abril)      | SS7   | Jaškovo - Mali Modruš Potok 2            | 9.48 km   | Sébastien Ogier  | Toyota GR Yaris Rally1 | 5:00.3  | Elfyn Evans                  |
| Día 2 (19 de abril)      | SS8   | Krašić - Sošice 2                        | 23.63 km  | Sébastien Ogier  | Toyota GR Yaris Rally1 | 12:49.8 | Elfyn Evans Thierry Neuville |
| Día 3 (20 de abril)      | SS9   | Smerovišće - Grdanjci 1                  | 15.72 km  | Adrien Fourmaux  | Ford Puma Rally1       | 10:18.6 | Thierry Neuville             |
| Día 3 (20 de abril)      | SS10  | Stojdraga - Gornja Vas 1                 | 20.77 km  | Sébastien Ogier  | Toyota GR Yaris Rally1 | 12:29.6 | Thierry Neuville             |
| Día 3 (20 de abril)      | SS11  | Vinski Vrh - Duga Resa 1                 | 8.78 km   | Thierry Neuville | Hyundai i20 N Rally1   | 4:31.9  | Thierry Neuville             |
| Día 3 (20 de abril)      | SS12  | Pećurkovo Brdo - Mrežnički Novaki 1      | 9.11 km   | Thierry Neuville | Hyundai i20 N Rally1   | 4:47.5  | Thierry Neuville             |
| Día 3 (20 de abril)      | SS13  | Smerovišće - Grdanjci 2                  | 15.72 km  | Elfyn Evans      | Toyota GR Yaris Rally1 | 10:27.7 | Elfyn Evans                  |
| Día 3 (20 de abril)      | SS14  | Stojdraga - Gornja Vas 2                 | 20.77 km  | Thierry Neuville | Hyundai i20 N Rally1   | 12:28.9 | Thierry Neuville             |
| Día 3 (20 de abril)      | SS15  | Vinski Vrh - Duga Resa 2                 | 8.78 km   | Thierry Neuville | Hyundai i20 N Rally1   | 4:31.8  | Thierry Neuville             |
| Día 3 (20 de abril)      | SS16  | Pećurkovo Brdo - Mrežnički Novaki 2      | 9.11 km   | Thierry Neuville | Hyundai i20 N Rally1   | 4:47.2  | Thierry Neuville             |
| Día 4 (21 de abril)      | SS17  | Trakošćan - Vrbno 1                      | 13.15 km  | Takamoto Katsuta | Toyota GR Yaris Rally1 | 6:55.9  | Thierry Neuville             |
| Día 4 (21 de abril)      | SS18  | Zagorska Sela - Kumrovec 1               | 14.24 km  | Ott Tänak        | Hyundai i20 N Rally1   | 8:11.9  | Sébastien Ogier              |
| Día 4 (21 de abril)      | SS19  | Trakošćan - Vrbno 2                      | 13.15 km  | Takamoto Katsuta | Toyota GR Yaris Rally1 | 7:01.6  | Sébastien Ogier              |
| Día 4 (21 de abril)      | SS20  | Zagorska Sela - Kumrovec 2 (Power Stage) | 14.24 km  | Adrien Fourmaux  | Ford Puma Rally1       | 8:01.7  | Sébastien Ogier              |
| Fuente: ewrc-results.com |       |                                          |           |                  |                        |         |                              |

### Power stage
El power stage es un tramo de 14,24 km. Se otorgaronn puntos adicionales a los cinco más rápidos.
| Pos. | Piloto           | Copiloto        | Coche                  | Equipo                  | Tiempo | Puntos |
| ---- | ---------------- | --------------- | ---------------------- | ----------------------- | ------ | ------ |
| 1    | Adrien Fourmaux  | Alexandre Coria | Ford Puma Rally1       | M-Sport Ford WRT        | 8:01.7 | 5      |
| 2    | Ott Tänak        | Martin Järveoja | Hyundai i20 N Rally1   | Hyundai Shell Mobis WRT | +3.8   | 4      |
| 3    | Sébastien Ogier  | Vincent Landais | Toyota GR Yaris Rally1 | Toyota Gazoo Racing WRT | +5.0   | 3      |
| 4    | Takamoto Katsuta | Aaron Johnston  | Toyota GR Yaris Rally1 | Toyota Gazoo Racing WRT | +6.7   | 2      |
| 5    | Elfyn Evans      | Scott Martin    | Toyota GR Yaris Rally1 | Toyota Gazoo Racing WRT | +8.3   | 1      |

## Clasificación final
| World Rally Championship        | World Rally Championship | World Rally Championship | World Rally Championship | World Rally Championship         | World Rally Championship | World Rally Championship | World Rally Championship |
| Pos.                            | Piloto                   | Copiloto                 | Automóvil                | Equipo                           | Neumático                | Tiempo                   | Puntos                   |
| ------------------------------- | ------------------------ | ------------------------ | ------------------------ | -------------------------------- | ------------------------ | ------------------------ | ------------------------ |
| 1                               | Sébastien Ogier          | Vincent Landais          | Toyota GR Yaris Rally1   | Toyota Gazoo Racing WRT          | P                        | 2:40:23.6                | 18                       |
| 2                               | Elfyn Evans              | Scott Martin             | Toyota GR Yaris Rally1   | Toyota Gazoo Racing WRT          | P                        | +9.7                     | 18                       |
| 3                               | Thierry Neuville         | Martijn Wydaeghe         | Hyundai i20 N Rally1     | Hyundai Shell Mobis WRT          | P                        | +45.8                    | 19                       |
| 4                               | Ott Tänak                | Martin Järveoja          | Hyundai i20 N Rally1     | Hyundai Shell Mobis WRT          | P                        | +58.6                    | 16                       |
| 5                               | Takamoto Katsuta         | Aaron Johnston           | Toyota GR Yaris Rally1   | Toyota Gazoo Racing WRT          | P                        | +1:55.5                  | 13                       |
| 6                               | Andreas Mikkelsen        | Torstein Eriksen         | Hyundai i20 N Rally1     | Hyundai Shell Mobis WRT          | P                        | +4:01.0                  | 8                        |
| 7                               | Grégoire Munster         | Louis Louka              | Ford Puma Rally1         | M-Sport Ford WRT                 | P                        | +5:11.0                  | 5                        |
| 8                               | Nikolay Gryazin          | Konstantin Aleksandrov   | Citroën C3 Rally2        | DG Sport Compétition             | P                        | +9:21.3                  | 2                        |
| 9                               | Yohan Rossel             | Arnaud Dunand            | Citroën C3 Rally2        | DG Sport Compétition             | P                        | +9:59.5                  | 1                        |
| 10                              | Sami Pajari              | Enni Mälkönen            | Toyota GR Yaris Rally2   | Printsport                       | P                        | +10:22.7                 | 0                        |
| World Rally Championship 2      |                          |                          |                          |                                  |                          |                          |                          |
| 1 (8.)                          | Nikolay Gryazin          | Konstantin Aleksandrov   | Citroën C3 Rally2        | DG Sport Compétition             | P                        | 2:49:44.9                | 25                       |
| 2 (9.)                          | Yohan Rossel             | Arnaud Dunand            | Citroën C3 Rally2        | DG Sport Compétition             | P                        | +38.2                    | 18                       |
| 3 (12.)                         | Pepe López               | David Vázquez Liste      | Škoda Fabia RS Rally2    | Pepe López                       | P                        | +2:41.0                  | 15                       |
| 4 (13.)                         | Nicolas Ciamin           | Yannick Roche            | Hyundai i20 N Rally2     | Nicolas Ciamin                   | P                        | +3:00.7                  | 12                       |
| 5 (14.)                         | Eyvind Brynildsen        | Jørn Listerud            | Škoda Fabia RS Rally2    | Toksport WRT                     | P                        | +5:24.3                  | 10                       |
| 6 (15.)                         | Lauri Joona              | Janni Hussi              | Škoda Fabia RS Rally2    | Lauri Joona                      | P                        | +6:31.7                  | 8                        |
| 7 (16.)                         | Roberto Daprà            | Luca Guglielmetti        | Škoda Fabia Rally2 evo   | Roberto Daprà                    | P                        | +7:24.8                  | 6                        |
| 8 (18.)                         | Emil Lindholm            | Reeta Hämäläinen         | Hyundai i20 N Rally2     | Emil Lindholm                    | P                        | +8:59.9                  | 4                        |
| 9 (19.)                         | Armin Kremer             | Ella Kremer              | Škoda Fabia RS Rally2    | Armin Kremer                     | P                        | +12:13.8                 | 2                        |
| 10 (26.)                        | William Creighton        | Liam Regan               | Ford Fiesta Rally2       | Motorsport Ireland Rally Academy | P                        | +17:58.7                 | 1                        |
| World Rally Championship 3      |                          |                          |                          |                                  |                          |                          |                          |
| 1 (20.)                         | Romet Jürgenson          | Siim Oja                 | Ford Fiesta Rally3       | FIA Rally Star                   | P                        | 3:02:44.1                | 25                       |
| 2 (21.)                         | Mattéo Chatillon         | Maxence Cornuau          | Renault Clio Rally3      | Mattéo Chatillon                 | P                        | +1:33.7                  | 18                       |
| 3 (22.)                         | Filip Kohn               | Tom Woodburn             | Ford Fiesta Rally3       | Filip Kohn                       | P                        | +1:54.5                  | 15                       |
| 4 (23.)                         | Taylor Gill              | Daniel Brkic             | Ford Fiesta Rally3       | FIA Rally Star                   | P                        | +2:35.1                  | 12                       |
| 5 (24.)                         | Norbert Maior            | Francesca Maria Maior    | Ford Fiesta Rally3       | Norbert Maior                    | P                        | +3:55.8                  | 10                       |
| 6 (27.)                         | Roberto Blach Núñez      | Mauro Barreiro           | Ford Fiesta Rally3       | Roberto Blach Núñez              | P                        | +6:59.9                  | 8                        |
| 7 (28.)                         | Viliam Prodan            | Marko Stiperski          | Ford Fiesta Rally3       | Viliam Prodan                    | P                        | +8:45.2                  | 6                        |
| 8 (32.)                         | Tristan Charpentier      | Florian Barral           | Ford Fiesta Rally3       | Tristan Charpentier              | P                        | +11:39.6                 | 4                        |
| 9 (33.)                         | José Abito Caparo        | Esther Gutiérrez Porras  | Ford Fiesta Rally3       | FIA Rally Star                   | P                        | +12:13.7                 | 2                        |
| 10 (37.)                        | Max Smart                | Cameron Fair             | Ford Fiesta Rally3       | FIA Rally Star                   | P                        | +15:28.4                 | 1                        |
| Junior World Rally Championship |                          |                          |                          |                                  |                          |                          |                          |
| 1 (20.)                         | Romet Jürgenson          | Siim Oja                 | Ford Fiesta Rally3       | FIA Rally Star                   | P                        | 3:02:44.1                | 25                       |
| 2 (23.)                         | Taylor Gill              | Daniel Brkic             | Ford Fiesta Rally3       | FIA Rally Star                   | P                        | +2:35.1                  | 18                       |
| 3 (24.)                         | Norbert Maior            | Francesca Maria Maior    | Ford Fiesta Rally3       | Norbert Maior                    | P                        | +3:55.8                  | 15                       |
| 4 (25.)                         | Bruno Bulacia            | Gabriel Morales          | Ford Fiesta Rally3       | Bruno Bulacia                    | P                        | +4:23.4                  | 12                       |
| 5 (27.)                         | Roberto Blach Núñez      | Mauro Barreiro           | Ford Fiesta Rally3       | Roberto Blach Núñez              | P                        | +6:59.9                  | 10                       |
| 6 (33.)                         | José Abito Caparo        | Esther Gutiérrez Porras  | Ford Fiesta Rally3       | FIA Rally Star                   | P                        | +12:13.7                 | 8                        |
| 7 (37.)                         | Max Smart                | Cameron Fair             | Ford Fiesta Rally3       | FIA Rally Star                   | P                        | +15:28.4                 | 6                        |
| 8 (51.)                         | Jakub Matulka            | Daniel Dymurski          | Ford Fiesta Rally3       | Jakub Matulka                    | P                        | +55:41.1                 | 4                        |
| 9 (52.)                         | Diego Dominguez Jr       | Rogelio Peñate           | Ford Fiesta Rally3       | Diego Dominguez Jr               | P                        | +1:00:16.3               | 2                        |
| 10 (53.)                        | Tom Rensonnet            | Manon Deliot             | Ford Fiesta Rally3       | RACB National Team               | P                        | +1:00:27.9               | 1                        |
| Fuente: ewrc-results.com        |                          |                          |                          |                                  |                          |                          |                          |